# Luciogobius elongatus
Luciogobius elongatus är en fiskart som beskrevs av Regan, 1905. Luciogobius elongatus ingår i släktet Luciogobius och familjen smörbultsfiskar. Inga underarter finns listade i Catalogue of Life.